# Vigo di Fassa
Vigo di Fassa település Olaszországban, Trento megyében, a Dolomitokban, a Fassa-völgyben. Lakosainak száma 1260 fő (2018. január 1.). Vigo di Fassa Nova Levante, Pozza di Fassa, Soraga di Fassa és Moena községekkel határos.

## Népesség
A település népességének változása:

| 2017 | 1 257 |
| 2018 | 1 260 |